# Oktjabrskoje (Kaliningrad, Slawsk)
Oktjabrskoje (russisch Октябрьское, deutsch Alt Weynothen, 1938 bis 1945 Weinoten, litauisch Senieji Vainotai) ist ein Ort in der russischen Oblast Kaliningrad. Er gehört zur kommunalen Selbstverwaltungseinheit Stadtkreis Slawsk im Rajon Slawsk.

## Geographische Lage
Oktjabrskoje liegt sieben Kilometer nordöstlich der Kreisstadt Slawsk (Heinrichswalde) unmittelbar an der westlichen Stadtgrenze von Sowetsk (Tilsit). Durch den Ort verläuft die Regionalstraße 27A-034 (ex R513), die von Sowetsk über Timirjasewo (Neukirch) bis nach Jasnoje (Kaukehmen, 1938 bis 1946 Kuckerneese) führt. Vor 1945 war der Ort Bahnstation an der Bahnstrecke Kaliningrad–Sowetsk (Königsberg–Tilsit).

## Geschichte
Das Gründungsjahr des seinerzeit Wainoten genannten Dorfes ist nicht bekannt. Am 25. März 1874 wurde Alt Weinothen Amtsdorf und damit namensgebend für den neu errichteten Amtsbezirk Weynothen, der zum Kreis Tilsit im Regierungsbezirk Gumbinnen der preußischen Provinz Ostpreußen gehörte. Als dieser Amtsbezirk am 21. Oktober 1925 aufgelöst wurde, kam die Landgemeinde Alt Weynothen zum Amtsbezirk Pokraken, der 1939 in „Amtsbezirk Weidenau (Ostpr.)“ umbenannt wurde und bis 1945 zum Kreis Tilsit-Ragnit gehörte. Am 3. Juni 1938 wurde der Ort in „Weinoten“ umbenannt.
In Kriegsfolge kam der Ort mit dem nördlichen Ostpreußen 1945 zur Sowjetunion. Er erhielt 1947 die russische Bezeichnung „Oktjabrskoje“ und wurde gleichzeitig dem Dorfsowjet Rschewski selski Sowet im Rajon Slawsk zugeordnet. Später gelangte der Ort in den Timirjasewski selski Sowet. Von 2008 bis 2015 gehörte Oktjabrskoje zur Landgemeinde Timirjasewskoje selskoje posselenije und seither zum Stadtkreis Slawsk.

### Einwohnerentwicklung
| Jahr | Einwohner | Bemerkungen    |
| ---- | --------- | -------------- |
| 1910 | 732       | am 1. Dezember |
| 1933 | 800       | [ 9 ]          |
| 1939 | 762       | [ 9 ]          |
| 2002 | 429       |                |
| 2010 | 15        | [ 10 ]         |

### Amtsbezirk Weynothen (1874–1925)
Der Amtsbezirk Weynothen existierte von 1874 bis zu seiner Auflösung 1925 und war dem Kreis Tilsit, ab 1922 dem Kreis Tilsit-Ragnit zugeordnet. Eingegliedert waren die Orte:
| Name                              | Änderungsname 1938 bis 1946 | Russischer Name | Bemerkungen                                    |
| --------------------------------- | --------------------------- | --------------- | ---------------------------------------------- |
| Alt Weynothen                     | Weinoten                    | Oktjabrskoje    |                                                |
| Dwischaken                        |                             |                 | 1922 in die Stadtgemeinde Tilsit eingegliedert |
| Dwischaken-Erbpacht               |                             |                 | 1894 nach Kaltecken eingegliedert              |
| Kaltecken                         |                             | Jelnja          | 1922 in die Stadtgemeinde Tilsit eingegliedert |
| Kaltecken-Wüstenei                |                             |                 |                                                |
| Laukandter Wüstenei               |                             |                 | 1924 in die Stadtgemeinde Tilsit eingegliedert |
| Schillgallen-Haidebruch           |                             |                 |                                                |
| ab 1921: Schillgallen (b. Tilsit) |                             |                 | 1922 in die Stadtgemeinde Tilsit eingegliedert |

## Kirche
Mit seiner fast ausnahmslos evangelischen Bevölkerung war Alt Weynothen resp. Weinoten bis 1945 in das Kirchspiel der Tilsiter Litauischen Kirche, der sogenannten „Landkirche“, eingepfarrt. Sie gehörte zur Diözese Tilsit im Kirchenkreis Tilsit-Ragnit innerhalb der Kirchenprovinz Ostpreußen der Kirche der Altpreußischen Union. Katholischerseits gehörte Alt Weynothen/Weinoten zur Pfarrkirche Mariä Himmelfahrt, ebenfalls in Tilsit.
Heute besteht kirchlicher Bezug zur Kreisstadt Slawsk (Heinrichswalde), wo sich in den 1990er Jahren eine neue evangelisch-lutherische Gemeinde bildete. Sie ist zugleich Pfarrgemeinde für die gleichnamige Kirchenregion innerhalb der Propstei Kaliningrad der Evangelisch-lutherischen Kirche Europäisches Russland.